# Reinas
Reinas (tj. Královny) je španělský hraný film z roku 2005, který režíroval Manuel Gómez Pereira podle vlastního scénáře. Film líčí vztahy mezi dospělými gayi a jejich rodiči. Snímek byl v ČR uveden v roce 2006 na filmovém festivalu Febiofest pod názvem Královny matky.

## Děj
Rozdílné matky Reyes, Nurii, Helenu, Ofelii a Magdu spojuje jedna věc: jejich synové chtějí se svými partnery uzavřít sňatek v rámci legalizace stejnopohlavního manželství. Bude se jednat o hromadnou svatbu v madridském hotelu. Reyes je známá herečka a nemůže překousnout, si její syn Rafa bude brát zrovna Jonáse, syna jejich zahradníka Jacinty. Nuria je nymfomanka, která svádí muže za všech okolností a nevědomky se vyspí i se svým budoucím zetěm Hugem. Magda je majitelkou hotelu pro homosexuální klientelu, ve kterém se má konat hromadná svatba dvaceti homosexuálních párů. Také její syn Miguel se zde chce oženit s Óscarem. Za Óscarem na svatbu přijíždí jeho matka Ofelia až z Jižní Ameriky, aniž by mu oznámila, že se z Buenos Aires chce definitivně přestěhovat zpátky do Španělska. Helena je smírčí soudce a se svatbou svého syna Huga zásadně nesouhlasí. Když kuchyňský personál vstoupí do stávky kvůli nízkým platům, je ohrožena celá svatební show. Teprve když matky společně vtrhnou do kuchyně, aby se věnovaly přípravám, je celá oslava zachráněna.

## Obsazení
| Verónica Forqué    | Nuria   |
| Carmen Maura       | Magda   |
| Marisa Paredes     | Reyes   |
| Mercedes Sampietro | Helena  |
| Betiana Blum       | Ofelia  |
| Gustavo Salmerón   | Hugo    |
| Unax Ugalde        | Miguel  |
| Hugo Silva         | Jonás   |
| Daniel Hendler     | Óscar   |
| Paco León          | Narciso |
| Raúl Jiménez       | Rafa    |
| Lluís Homar        | Jacinto |
| Jorge Perugorría   | César   |